# Bahía Desvelos
La Bahía Desvelos es un accidente litoral ubicado en la costa centro-norte de la Provincia de Santa Cruz (Argentina). Se halla aproximadamente a 70 km en línea recta al sur de la ciudad de Puerto Deseado y a 150 km al noreste de Puerto San Julián. Se encuentra aproximadamente en la posición geográfica 48°19′00″S 66°17′00″O / -48.31667, -66.28333.
Sus límites están dados por, al norte el Islote del Cabo y al sur por el Cabo Guardián. El tramo de costa en esta bahía está compuesta por sedimentos gruesos aluvionales modernos (Pleistocénicos y Holocénicos) que conforman extensas playas de rodados. En el extremo sur existen saliencias rocosas, con numerosas roquerías y restingas, acantilados. Frente al Cabo Guardián, de naturaleza ignimbritica, existe una gran cantidad de islotes y afloramientos que son accesibles en la bajamar, como la Isla Rasa Chica.
En el extremo sur, en Cabo Guardián, existe un faro no habitado que lleva el mismo nombre, así como una colonia de pingüinos de Magallanes (Spheniscus magellanicus) donde se han contabilizado casi 7000 parejas reproductivas a fines de la década de 1990.

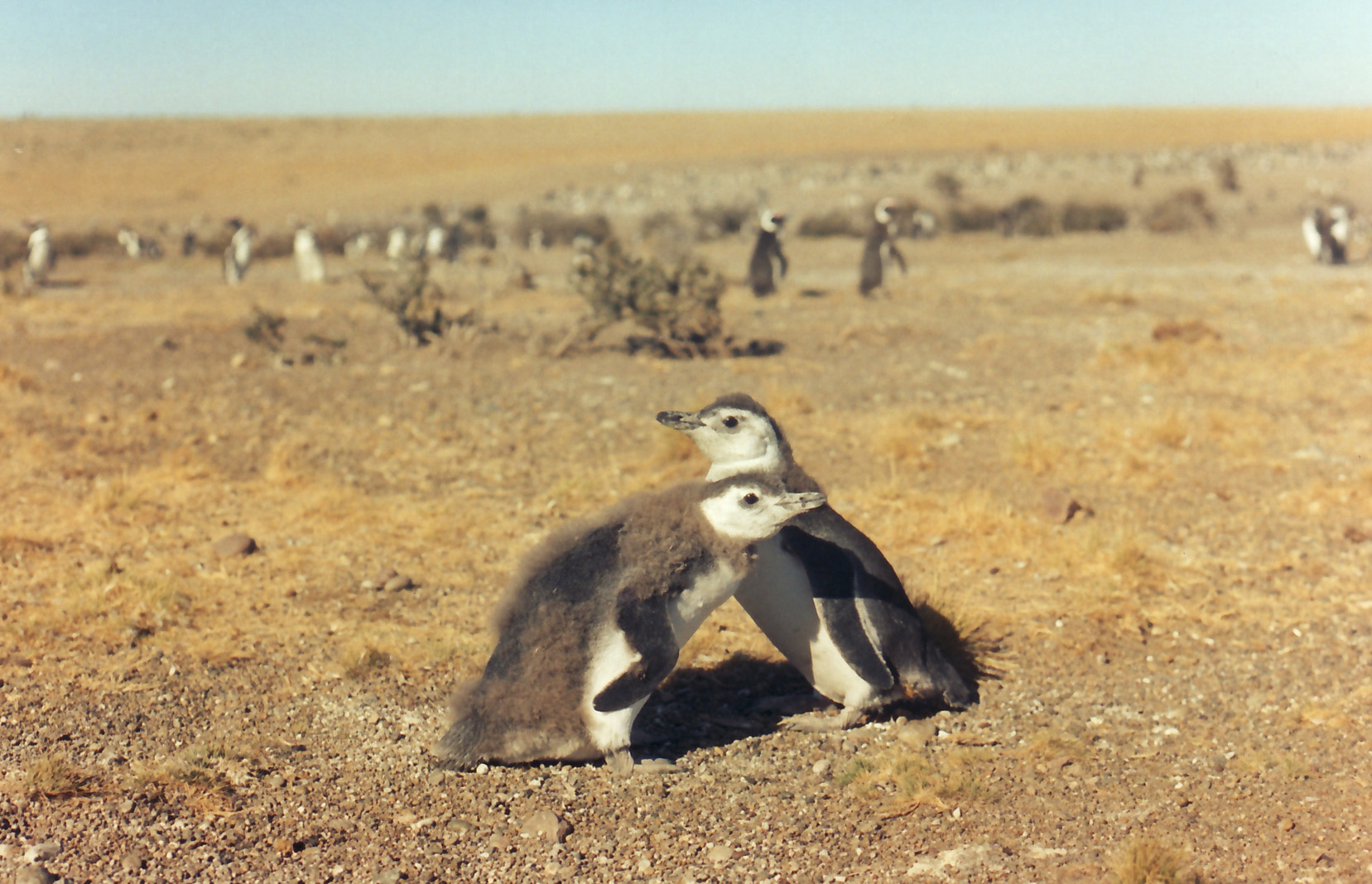
Vista de una pareja de pingüinos de Magallanes en Cabo Guardián.